# Luis Montes
Luis Montes Mieza (Villarino de los Aires, Salamanca; 1949-Región de Murcia, 19 de abril de 2018) fue un médico anestesista español, coordinador del Servicio de Urgencias del Hospital Severo Ochoa de Leganés (Madrid), donde trabajó como facultativo hasta su jubilación. Desde 2009 fue presidente federal de la asociación Derecho a Morir Dignamente, hasta su muerte por infarto en 2018.

## Biografía académica y profesional
El doctor Montes se licenció en Medicina por la Universidad Complutense de Madrid; especialista en Anestesia y Reanimación. Fue director médico del Hospital La Paz de Madrid, jefe del Servicio de Reanimación del Hospital Severo Ochoa de Madrid. En 1987 ingresó como anestesiólogo en el recién creado Hospital Severo Ochoa de Leganés, del que fue director y, desde el año 2000, coordinador de urgencias del Hospital Severo Ochoa, cargo que desempeñó hasta el 2005. Hasta su jubilación fue facultativo en el Servicio de Urgencias del Hospital Severo Ochoa de Leganés.
Luis Montes fue un defensor de la sanidad pública.

### Caso Leganés

#### Denuncia de la Consejería de Sanidad de la Comunidad de Madrid contra Luis Montes y Miguel Ángel López - Sobreseimiento
En mayo de 2005 Luis Montes Mieza y Miguel Ángel López Varas fueron investigados por la Consejería de Sanidad de la Comunidad de Madrid, a cargo de Manuel Lamela Fernández, a causa de dos denuncias anónimas en las que se los acusaba de sedaciones en dosis elevadas en enfermos terminales en el Servicio de Urgencias del Hospital Severo Ochoa que coordinaba. El informe presentado por la Consejería de Sanidad identifica 73 casos de sedación realizados de forma incorrecta entre el 1 de septiembre de 2003 y el 8 de marzo de 2005. En 2005 el doctor Montes Mieza fue cesado en el puesto de coordinador a instancias de Lamela. En enero de 2008, los tribunales cerraron el caso ratificando el sobreseimiento que en ya en el mes junio del año 2007 habían determinado y suprime la fundamentación jurídica que se refiere a la mala praxis de los querellados.

#### Denuncia de Luis Montes y Miguel Ángel López contra la Comisión de Evaluación - Sobreseimiento
El 28 de enero de 2009 Luis Montes Mieza y Miguel Ángel López interpusieron una querella –admitida a trámite– por denuncia falsa y falsedad contra Manuel Lamela Fernández y los seis médicos firmantes del informe con el que se le pretendió inculpar –Isidro Álvarez Martín, de la Consejería de Sanidad; Hernán Cortés-Funes, del Hospital 12 de Octubre; Manuel Gómez Barón, del Hospital La Paz; Dolores Crespo Hervás, del Hospital Ramón y Cajal; Francisco López Timoneda, del Hospital Clínico de Madrid y Bartolomé Bonet Serra, del Hospital de Alcorcón–. En abril de 2011 la titular del Juzgado de Instrucción Número 43 de Madrid acordó el "sobreseimiento libre y el archivo" de la querella.

#### Denuncia de Luis Montes contra Miguel Ángel Rodríguez por injurias - Condena
En abril de 2011 se conoció la sentencia por la que se condenaba a Miguel Ángel Rodríguez, antiguo portavoz del gobierno de José María Aznar al pago de 30.000 euros como autor de un "delito continuado de injuria grave realizado con publicidad" contra Luis Montes Mieza.

## Presidencia federal de la asociación Derecho a Morir Dignamente
Luis Montes fue presidente federal de la asociación Derecho a Morir Dignamente desde 2009 a 2018. Esta asociación defiende la despenalización de la eutanasia, el acceso universal a los cuidados paliativos hospitalario y extrahospitalarios, a la sedación, la implantación y difusión del testamento vital, y el derecho a la autonomía del paciente, así como el respeto a su voluntad y libertad individual.

### Leyes relacionadas con la muerte digna en España
España
- 1986 - Ley General de Sanidad, reconoce explícitamente el derecho del paciente a negarse a un tratamiento, requiriendo su consentimiento para cualquier tipo de intervención.
- 2002 - Ley de Autonomía del Paciente, esta ley profundiza en los derechos individuales regulando el testamento vital, denominado documento de instrucciones previas o de voluntades anticipadas.
- 2021 - Ley de eutanasia de 18 de marzo de 2021, (véase Eutanasia en España)

Comunidades y territorios
- 2010 - Andalucía - Ley de derechos y garantías de la dignidad de la persona en el proceso de la muerte.[17]
- 2011 - Aragón - Ley de Cuidados Paliativos y Muerte Digna.[18]
- 2011 - Navarra - Ley Foral de Derechos y Garantías de la Dignidad de las Personas en el proceso final de la vida.[19]

En 2011 el gobierno de José Luis Rodríguez Zapatero promovió en el Congreso una ley nacional sobre muerte digna (bajo el nombre de Ley Reguladora de los Derechos de la Persona ante el Proceso Final de la Vida) que no pudo llevarse a trámite ante el fin de la legislatura en noviembre de 2011, con la pretensión de regular a escala nacional buena parte de lo que recogen las leyes territoriales en las que se ha inspirado y que pretenden dar seguridad jurídica a los profesionales y garantías a los pacientes y familiares dentro de la buena praxis médica:
Para Luis Montes el proyecto de ley nacional de muerte digna en España pretendía desarrollar la Ley de Autonomía del Paciente de 2002 –aprobada durante el gobierno del PP presidido por José María Aznar– pero, seguía postergando el debate de la eutanasia, la disponibilidad de la propia vida y su despenalización. Para Montes Mieza el proyecto de ley mejoraba la seguridad jurídica de profesionales y clarifica la aplicación de los cuidados paliativos.

## Publicaciones relacionadas
Libros y capítulos de libros
- Luis Montes y Oriol Güell El caso Leganés, Editorial Aguilar, 2008, ISBN 9788403099814, pags. 224.[23]
- Luis Montes, Fernando Marín, Fernando Pedrós y Fernando Soler, Qué hacemos por una muerte digna.

Artículos en prensa
- Luis Montes Mieza y Fernando Soler Grande, La voluntad inequívoca de querer morir, El País, 30 de septiembre de 2008
- Luis Montes, Morir a escondidas, 20 minutos, 6 de abril de 2017.

Revista de la Asociación Federal Derecho a Morir Dignamente -AFDMD
- Revista en línea DMD en ISUU

Documental
- José Miguel Monzón Navarro (El Gran Wyoming), El Severo me duele, 2007, La Sexta.[24][25]